# Espironèmids
Els espironèmids (Spironemidae) són una família d'apusozous de l'ordre Hemimastigida, que inclou organismes flagel·lats heteròtrofs. Varia la seva mida i la seva forma entre l'el·lipsoide Hemimastix amphikineta (14 × 7 μm) al vermiforme Spironema terricola (43 × 3 μm). Es caracteritzen per tenir dues files de cilis.
Inclou les següents espècies:
- Spironema multiciliatum Klebs, 1893
- Spironema terricola Foissner & Foissner, 1993
- Spironema goodeyi Foissner & Foissner, 1993
- Stereonema geiseri Foissner & Foissner, 1993
- Hemimastix amphikineta Foissner, Blatterer & Foissner, 1988